# ژانگ لیمی
ژانگ لیمی (انگلیسی: Zhang Limei؛ زادهٔ ۱۶ دسامبر ۱۹۶۹) بازیکن زن هندبال اهل چین بود. وی در بازی‌های المپیک تابستانی ۱۹۹۴ شرکت کرده‌است.